# Hallgrimskirkja
Hallgrímskirkja (isl. kirkja - crkva) ili Hallgrímurova crkva je crkva koja se nalazi u glavnom gradu Islanda - Reykjaviku. Sa svojih 74.5 metara visine je jedna od najviših građevina na cijelom Islandu. Nazvana je po pjesniku i svećeniku Hallgrímuru Péturssonu. 
Crkvu je projektirao arhitekt Guðjón Samúelsson, odabran za taj posao 1937. godine. Izgradnja crkve je trajala 38 godina. Započeta je 1945. godine i završila 1986. godine. Crkva je situirana u centru grada, pa je postala jedan od najpoznatijih gradskih simbola. 
Crkva posjeduje impresivne orgulje koje su bile dovršene tek 1992. godine. Na vrhu tornja se nalazi vidikovac s kojeg puca najbolji pogled na grad i okolne planine. Do vidikovca vodi dizalo. Kip koji se nalazi ispred crkve predstavlja lik Leifura Eiríkssona. Ovaj kip je stariji od crkve. Naime, islandski parlament Alþingi  ga je dobio kao poklon od SAD-a 1930. na svoju tisućitu godišnjicu postojanja.
U islandskom mjestu Saurbær također postoji Hallgrímskirkja, također nazvana u čast Hallgrímuru Péturssonu koji je tamo radio kao svećenik.